# Bralići
Bralići is een plaats in de gemeente Vrsar in de Kroatische provincie Istrië. De plaats telt 18 inwoners (2001).